# Jackie Coogan
Pour les articles homonymes, voir Coogan.
John Leslie Coogan, dit Jackie Coogan, né le 26 octobre 1914 à Los Angeles et mort le 1er mars 1984 à Santa Monica, est un acteur américain.

## Biographie
John Leslie Coogan, Jr. naît le 26 octobre 1914 à Los Angeles,.
Il débute sur scène à l'âge de dix-huit mois.

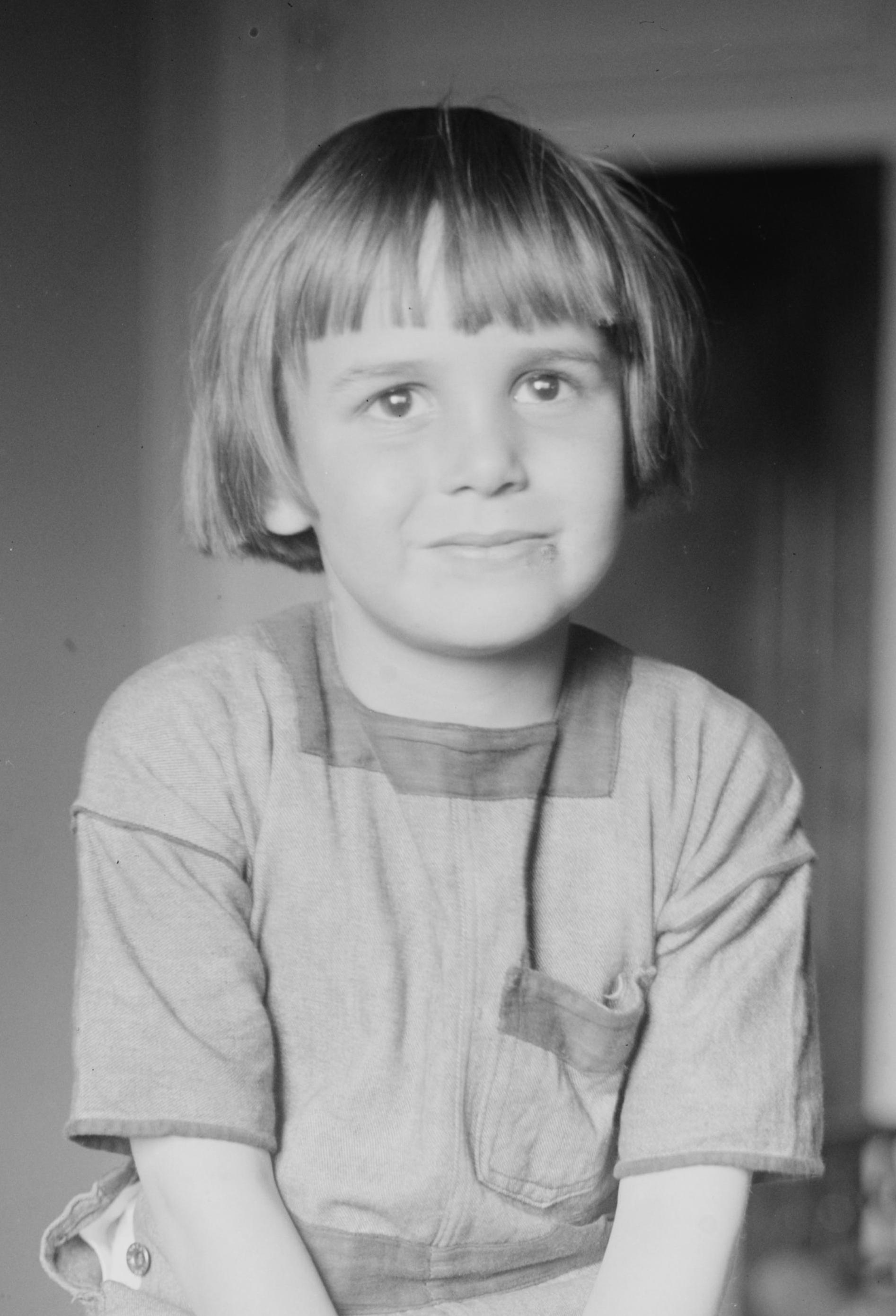
Jackie Coogan au début des années 1920.

Il devient célèbre à l'âge de sept ans grâce au film Le Kid de Charles Chaplin et gagne plus de quatre millions de dollars de l'époque. Il ne reçoit toutefois qu'une partie de cet argent qui fut utilisé par sa mère et son beau-père. Un procès gagné en 1935 lui permet de récupérer la somme de 126 000 dollars. Ce combat juridique aboutit à la California Child Actor's Bill, une loi californienne visant à protéger les revenus des acteurs mineurs. Il tourne dans une quinzaine de films dans les années 1920, dont My Boy, Oliver Twist et Vieux Habits, Vieux Amis.
Dans les années 1920, il est « le garçon le plus célèbre d'Amérique » et, selon les résultats d'une enquête d'opinion, sa popularité dépasse même celle de Rudolph Valentino et de Douglas Fairbanks.
En 1935, il est le seul survivant d'un accident de la route dans lequel périssent son père biologique et son ami, l'acteur Junior Durkin.
En 1937, il devient acteur de théâtre.
Durant la Seconde Guerre mondiale, Coogan demande à être transféré dans l'armée de l'air afin d'y faire valoir ses aptitudes de pilote dans le civil. Il effectue une partie de son service en Inde en tant que pilote de planeurs.
Après la guerre, il continue sa carrière d'acteur avec notamment le rôle d'Oncle Fester dans la série télévisée La Famille Addams en 1964.
Il meurt en 1984 à l'hôpital de Santa Monica d'une crise cardiaque,.
Il est le grand-père de l'acteur Keith Coogan.

## Filmographie

### Cinéma

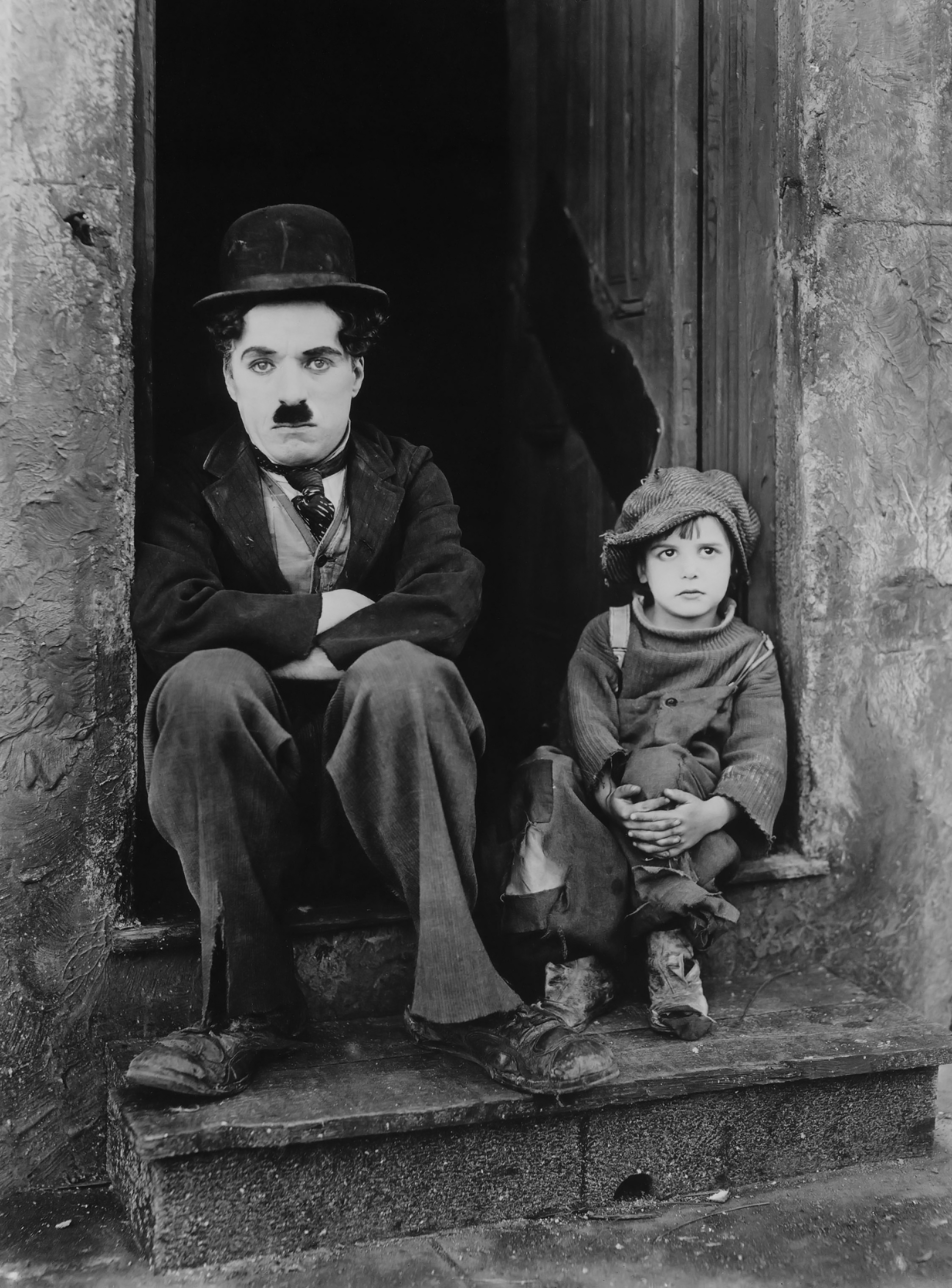
Jackie Coogan et Charlie Chaplin dans Le Kid

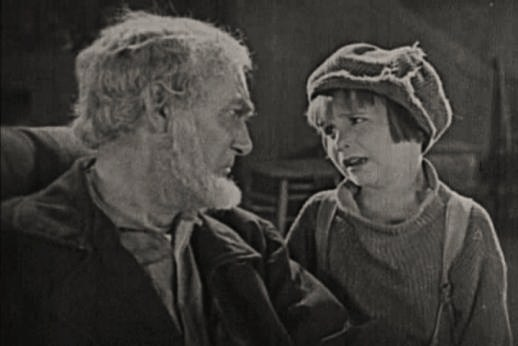
Jackie Coogan dans My Boy en 1921

- 1917 : Son fils (Skinner's Baby) de Harry Beaumont : le bébé
- 1919 : Une journée de plaisir (A Day's Pleasure) de Charlie Chaplin : Le plus petit garçon
- 1921 : Le Kid (The Kid) de Charlie Chaplin : le petit garçon
- 1921 : Le Gosse infernal (Peck's Bad Boy) de Sam Wood : Henry Peck
- 1921 : Mon gosse (My Boy) d'Albert Austin et Victor Heerman : Jackie Blair
- 1922 : Oliver Twist de Frank Lloyd : Oliver Twist
- 1922 : Nice and Friendly de Charlie Chaplin : Le garçon
- 1922 : Chagrin de gosse (Trouble) d'Albert Austin : Danny, le gosse
- 1923 : P'tit Père (Daddy) de E. Mason Hopper : Jackie Savelli/Jackie Holden
- 1923 : L'Enfant du cirque (Circus Days) d'Edward F. Cline : Toby Tyler
- 1923 : Le Petit Prince (Long Live the King) de Victor Schertzinger
- 1924 : Le Petit Robinson Crusoë (Little Robinson Crusoe) d'Edward F. Cline : Mickey Hogan
- 1924 : Hello, 'Frisco de Slim Summerville
- 1924 : L'Enfant des Flandres (A Boy of Flanders) de Victor Schertzinger : Nello
- 1925 : The Rag Man : Tim Kelly
- 1925 : Vieux Habits, Vieux Amis (Old Clothes) de Edward F. Cline : Timothy Kelly
- 1927 : Va, petit mousse! (en) (Buttons) : Buttons
- 1927 : Le Rappel (The Bugle Call) de Edward Sedgwick : Billy Randolph
- 1927 : Johnny Get Your Hair Cut : Johnny O'Day
- 1927 : Carter DeHaven in Character Studies : lui-même
- 1930 : Tom Sawyer de John Cromwell : Tom Sawyer
- 1931 : Huckleberry Finn de Norman Taurog : Tom Sawyer
- 1935 : Home on the Range de Arthur Jacobson : Jack Hatfield
- 1936 : Love in September : Jackie
- 1938 : College Swing de Raoul Walsh : Jackie
- 1939 : Million Dollar Legs de Nick Grinde : Russ Simpson
- 1939 : Sky Patrol de Howard Bretherton : Carter Meade
- 1947 : Kilroy Was Here : Pappy Collins
- 1948 : French Leave (en) de  Frank McDonald: Pappy Reagan
- 1951 : Skipalong Rosenbloom : Buck Lovelace
- 1952 : Femmes hors-la-loi (Outlaw Women) : Piute Bill
- 1953 : Mesa of Lost Women (en) : Dr. Aranya
- 1955 : Flugten til Danmark : Agent Petrov
- 1956 : Le Shérif  (The Proud Ones) de Robert D. Webb
- 1957 : L'Homme qui n'a jamais ri (The Buster Keaton Story) : Elmer Case
- 1957 : Le Pantin brisé (The Joker Is Wild) : Swifty Morgan
- 1957 : Eighteen and Anxious : Harold 'Eager' Beaver
- 1958 : Cœurs brisés (Lonelyhearts) : Ned Gates
- 1958 : Jeunesse droguée (High School Confidential!) : Mr. A
- 1958 : No Place to Land : Swede
- 1958 : The Space Children : Hank Johnson
- 1959 : Les Beatniks : Jake Baron
- 1959 : Le Grand Damier (Night of the Quarter Moon) : Sergent Bragan
- 1959 : Le témoin doit être assassiné (The Big Operator) : Ed Brannell
- 1960 : Sex Kittens Go to College : Wildcat MacPherson
- 1962 : When the Girls Take Over : Capt. Toussaint
- 1965 : L'Encombrant Monsieur John (John Goldfarb, Please Come Home) : Père Ryan
- 1965 : La Stripteaseuse effarouchée (Girl Happy) : Sgt. Benson
- 1966 : L'Homme à la tête fêlée (A Fine Madness) d'Irvin Kershner : Mr. Fitzgerald
- 1968 : Rogues' Gallery : Le directeur funéraire
- 1968 : The Shakiest Gun in the West d'Alan Rafkin : Matthew Basch
- 1969 : La Valse des truands (Marlowe) de Paul Bogart : Grant W. Hicks
- 1973 : Les Cordes de la potence (Cahill U.S. Marshal) : Charlie Smith
- 1976 : Won Ton Ton, le chien qui sauva Hollywood (Won Ton Ton, the Dog Who Saved Hollywood) : Stagehand 1
- 1980 : Expérimentations humaines (Human Experiments) : Sheriff Tibbs
- 1980 : Dr. Heckyl and Mr. Hype : Sergent Fleacollar
- 1982 : The Escape Artist de Caleb Deschanel : Magic Shop Owner
- 1984 : The Prey d'Edwin Brown : Lester Tile

### Télévision

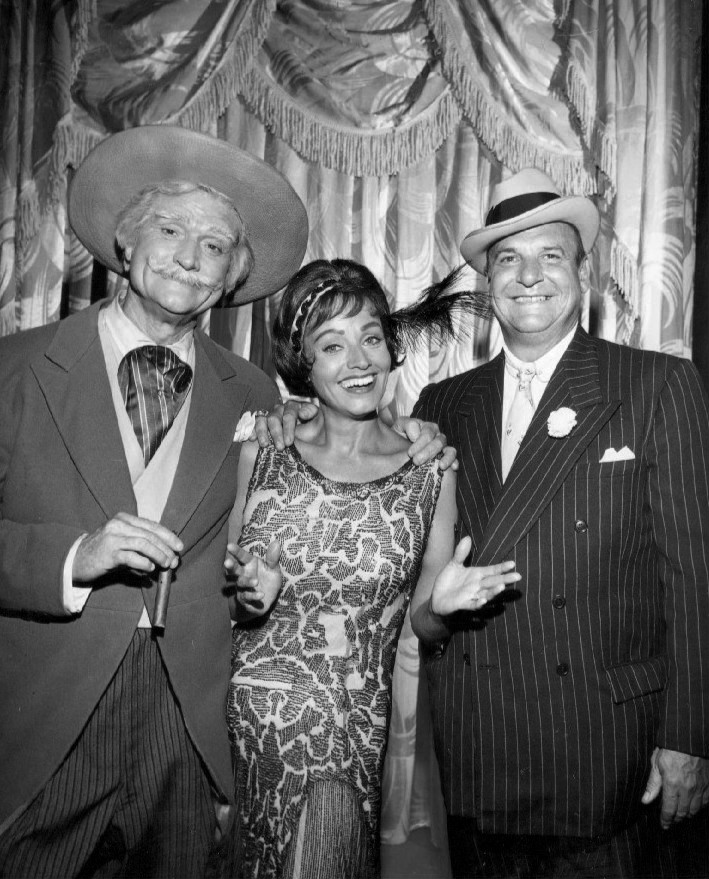
Red Skelton, Kay Starr et Jackie Coogan en 1962 au Red Skelton Show

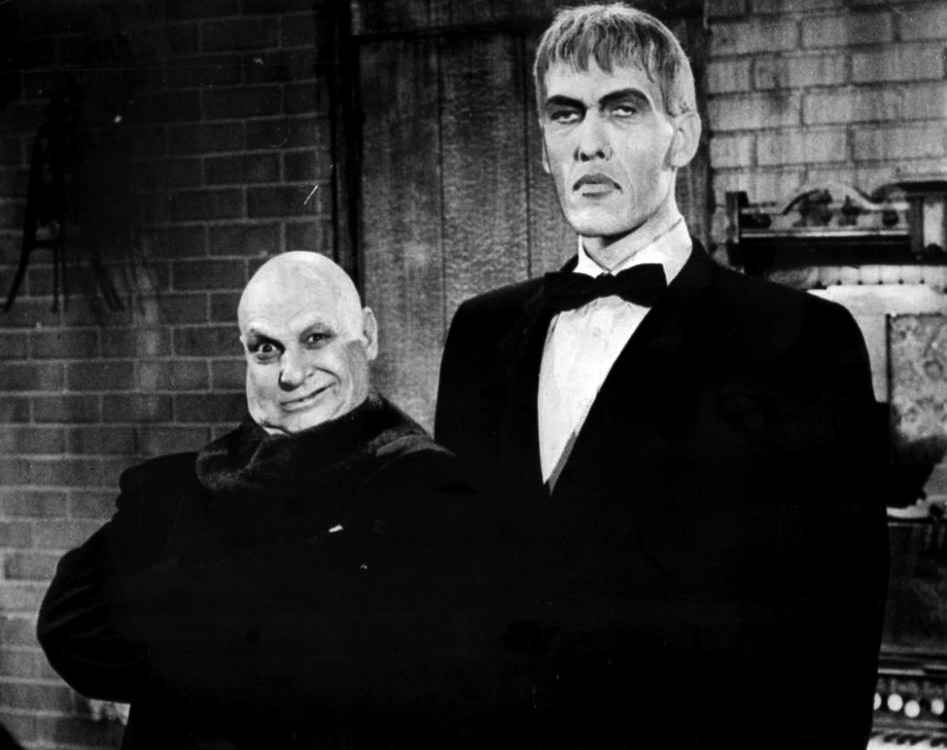
Jackie Coogan (à gauche) au côté de Ted Cassidy dans la série La Famille Addams en 1966.

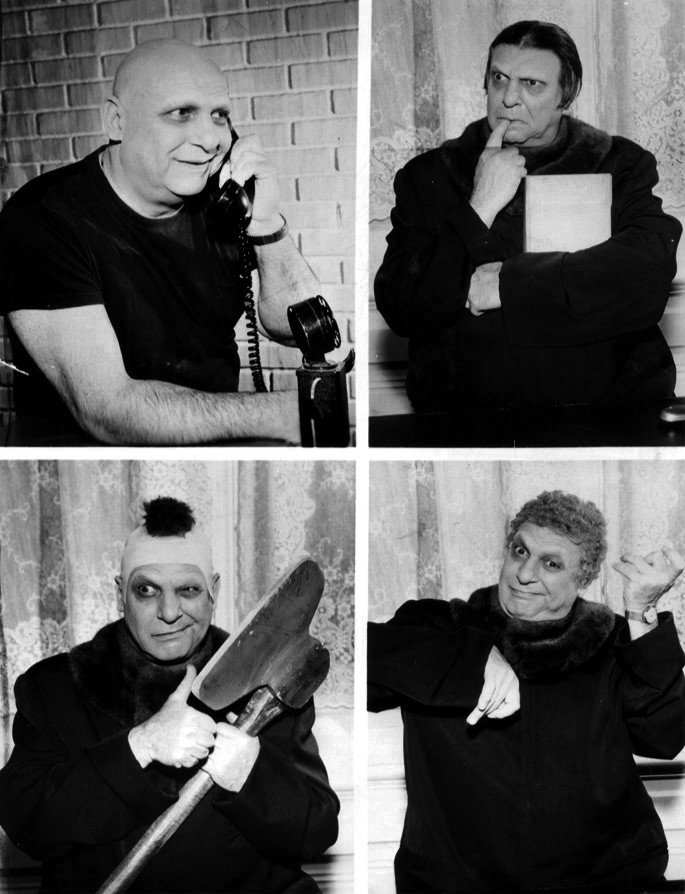
Jackie Coogan dans une publicité pour La Famille Addams.